# Gabinet Monet Uniwersytetu w Uppsali
Gabinet Monet Uniwersytetu w Uppsali – stała ekspozycja Museum Gustavianum. Dysponuje obok Królewskiego Gabinetu Monet w Sztokholmie największym w Szwecji zbiorem monet.
Początki kolekcji sięgają XVII wieku. Dziś w zbiorach znajduje się około 40 000 obiektów, których elektroniczny katalog jest sukcesywnie udostępniany na stronach internetowych Gabinetu. Gabinet znajduje się w budynku głównym Uniwersytetu.

## Linki zewnętrzne

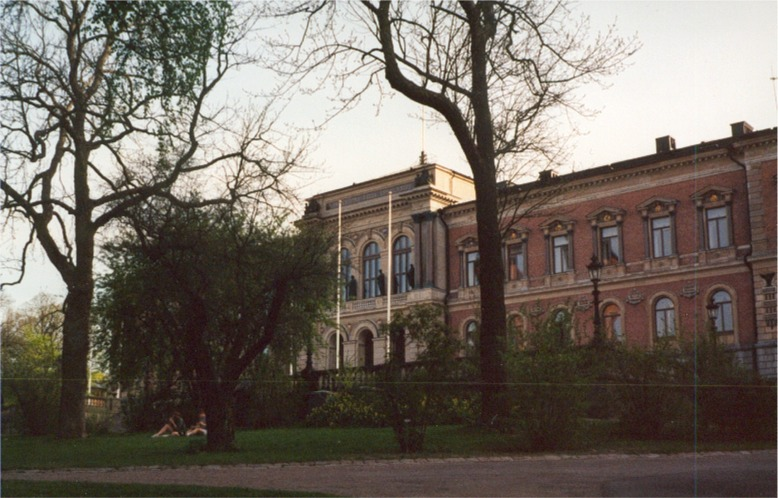
Budynek Uniwersytetu w Uppsali, w którym mieści się Gabinet Monet.